# Cantonul Saint-Fons
Cantonul Saint-Fons este un canton din arondismentul Lyon, departamentul Rhône, regiunea Rhône-Alpes, Franța.

## Comune
- Corbas
- Feyzin
- Saint-Fons (reședință)
- Solaize